# Émile Perreau
Pour les articles homonymes, voir Perreau.
Émile Perreau est un homme politique français né le 26 mars 1798 à Épinal (Vosges) et décédé le 17 février 1850 à Paris.
Avocat à Remiremont en 1820, il est conseiller d'arrondissement et maire de Remiremont de 1841 à 1848. il est député des Vosges de 1849 à 1850, siégeant à droite, avec les monarchistes.